# Евангелие египтян
Ева́нгелие египтя́н — гностический апокриф, относящийся к находкам в Наг-Хаммади (1945 год).
Евангелие египтян представлено в двух коптских версиях, переводившихся с греческого независимо друг от друга и названных одинаково в обоих случаях. Оно никак не связано с апокрифическим «Евангелием от Египтян», которое цитируется в патристической литературе и в частности Климентом Александрийским. Этот трактат, озаглавленный также как Священная Книга Великого Невидимого Духа, является эзотерическим текстом, представляющим сифианский тип гностицизма.
Во введении содержится типичное для гностиков указание на наличие невидимого Духа и указывается:

Три силы произошли от него; они: Отец, Мать, (и) Сын, из живого молчания, что происходит от нетленного Отца. Сии произошли от молчания Отца неведомого.

Апокриф сообщает о рождении от великой силы Миротои первого человека — нерушимого Адамаса: «он первый человек, через кого и (ради) кого всё возникло, (а) без него же ничего не возникло бы».
Евангелие от египтян, цитируемое Климентом Александрийским, к Евангелию египтян из Наг-Хаммади не имеет отношения. Климент цитирует прямые речения Иисуса против деторождения и плоти, а текст Наг-Хаммади не только не содержит таковых, но и полностью посвящён сифианскому гнозису и космологии. Это два разных евангелия.